# Faramea latifolia
Faramea latifolia är en måreväxtart som först beskrevs av Adelbert von Chamisso och Diederich Franz Leonhard von Schlechtendal, och fick sitt nu gällande namn av Dc.. Faramea latifolia ingår i släktet Faramea och familjen måreväxter. Inga underarter finns listade i Catalogue of Life.